# 관다발

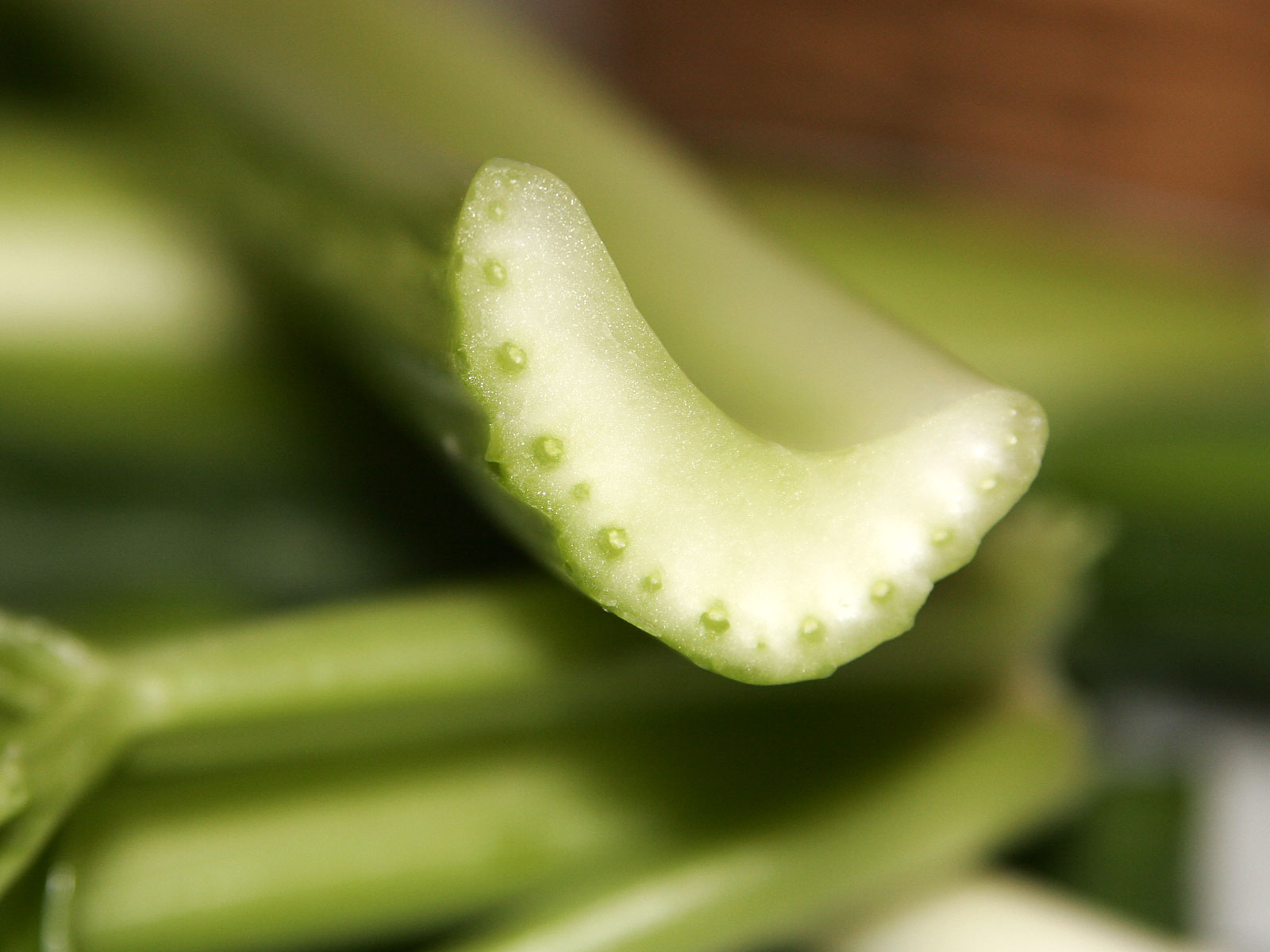

관다발(管-), 또는 유관속(維管束)은 어떤 식물의 줄기를 막론하고 속에 세로로 통하는 가늘고 긴 세포의 다발이다. 외떡잎식물은 줄기 전체에 걸쳐 불규칙하게 흩어져 있고, 쌍떡잎식물은 거의 모든 관다발이 동심원상으로 규칙적인 배열이다. 또 어느 경우에나 관다발 안에는 벽이 두꺼운 굵은 세포가 몇 개 있다. 이는 거의 원기둥 모양으로, 아래위에 구멍이 뚫려 있으며, 세로로 이어진 몇 개의 기다란 관으로 되어 있다. 이 관이 식물체에서 물이 전달되는 물관이다. 물관의 위치는 관다발 중에서 줄기의 중심에 가까운 쪽이고, 줄기의 중심에서 먼 쪽에는 좀더 가느다란 관이 몇 개 있는데, 이것이 체관이다. 이와 같이 각 관다발은 두 종류의 부분이 모여서 이루어져 있는데 물관이 포함되어 있는 안쪽 부분을 물관부라 하고, 가느다란 관이 모여 있는 바깥쪽 부분을 체관부라 한다. 쌍떡잎식물은 물관부와 체관부의 경계 부분이 여리고 약한 세포층으로 이루어져 있다. 이러한 층을 형성층이라 하는데, 외떡잎식물에는 이 형성층이 없다.

## 구조

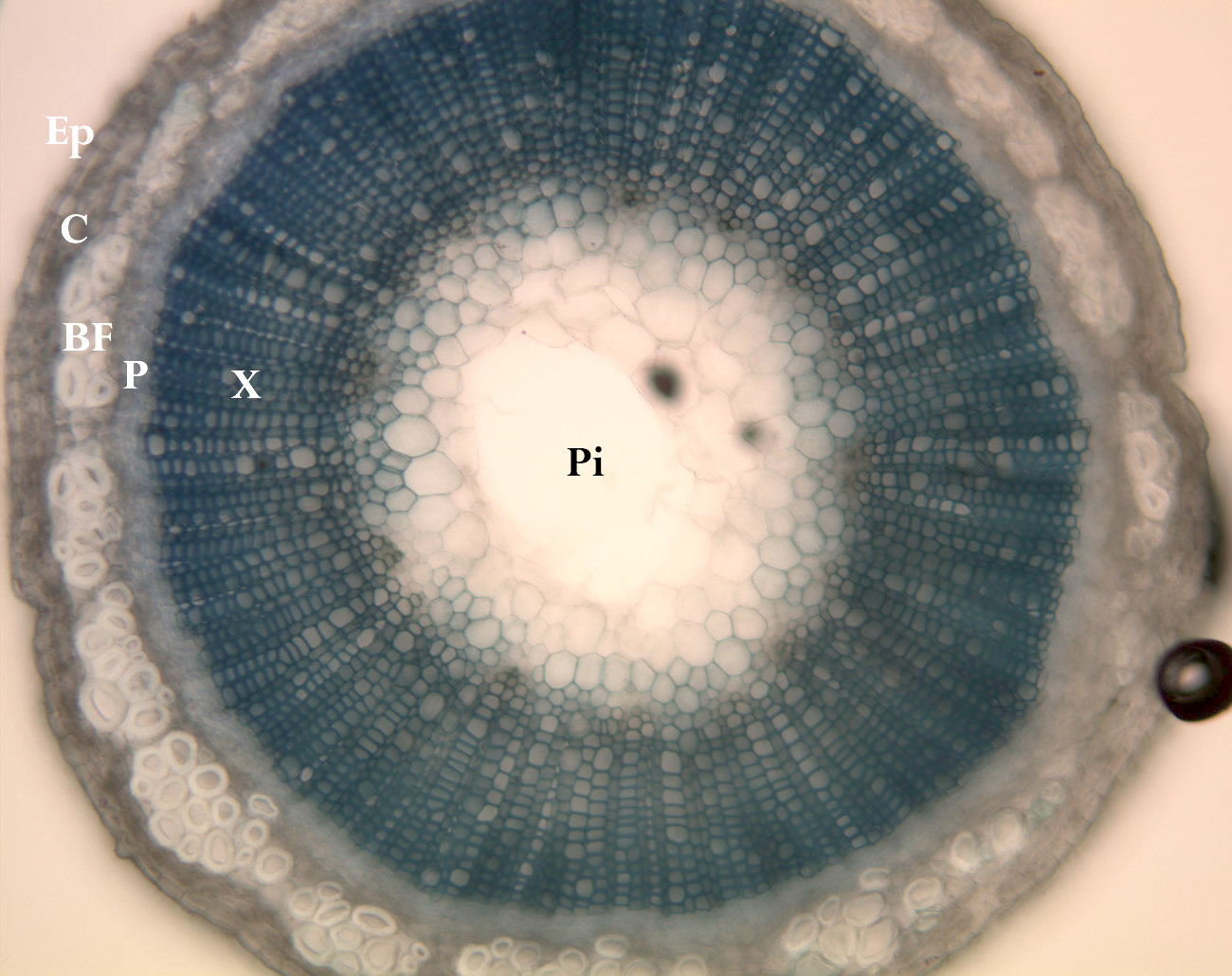
아마 줄기 횡단면이 기저 조직의 위치를 보여준다. Ep = 표피; C = 피질; BF = 인피 섬유; P = 체관부; X = 물관부; Pi = 목수(木髓)

관다발은 물관부와 체관부가 쌍으로 되어 있어, 보통 물관부가 안쪽, 체관부가 바깥쪽에 위치하고 있는 병립 관다발이다. 그러나 물관부가 체관부를 에워싸거나 체관부가 물관부를 에워싼 포위 관다발도 있다. 줄기의 횡단면에서 물관부의 줄기 안쪽 부분은 세포가 작은 반면, 그 바깥쪽 세포는 비교적 크다는 것을 알 수 있다. 이것은 안쪽 부분이 바깥쪽보다 빨리 물관부로 분화되어 성숙하였기 때문으로, 이 부분을 '원생 물관부'라고 한다. 이에 대하여 원생 물관부보다 바깥쪽에 있는 물관부는 '후생 물관부'라고 한다. 그러나 체관부에서는 반대로 바깥쪽의 부분이 '원생 체관부'이고, 그 안쪽 부분이 '후생 체관부'이다. 원생 물관부나 원생 체관부는 비교적 빨리 분화되어 어린 줄기에서도 그 기능을 다하지만, 후생물관부나 후생 체관부가 분화하게 되면, 원생 물관부나 원생 체관부는 기능을 잃게 된다. 특히 원생 체관부는 그 모양이 흐트러지는 일이 많다.

## 관다발의 배열(중심주)
줄기 속의 관다발 배열 방법에는, 특히 양치식물의 경우에서 볼 때, 원생 중심주(실고사리, 풀고사리), 관상 중심주(섬공작고사리), 망상 중심주(개고사리 등 양치식물의 대부분), 다환 중심주(이환 망상 중심주－고사리) 등의 여러 가지가 있고 방사 중심주(석송)도 있다. 한편, 겉씨식물이나 쌍떡잎식물의 줄기에서는 대부분 진정 중심주로 배열되어 있으며, 외떡잎식물의 줄기에서는 부정 중심주로 배열되어 있다.

### 원생 중심주
물관부가 중심주의 중앙에 있고, 그 주위를 체관부가 둘러싸고 있는 중심주를 말한다. 중심주 중에서 가장 원시적인 형(型)으로서, 속이 발달되어 있지 않다. 화석 식물 중에서 원시적인 관속 식물로 알려져 있는 원시양치류의 리니아에서 이와 같은 원생 중심주의 더욱 단순화된 형태를 볼 수 있다.

### 관상 중심주
중심주의 중앙에 유조직으로 된 속이 존재하며, 물관부가 관상으로 되어 있고, 이 안팎을 체관부가 둘러싸고 있는 형태의 중심주를 말한다. 잎이 달리는 부분에서는 관다발의 일부가 잎으로 향하기 때문에, 속과 피층이 연결되는 엽극이 생기게 된다. 계통적으로는 원생 중심주의 중심부가 속으로 발달되고, 또 그 안쪽에 체관부가 분화된 것으로 볼 수 있다.

### 망상 중심주
원래의 관상 중심주에서 빈번하게 잎이 나와 엽극이 발달하게 되면, 횡단면에 2개 이상의 관다발이 환상 배열이 있는 구조를 나타내게 되는데, 이러한 형태를 망상 중심주라고 한다. 따라서 관상 중심주와 망상 중심주는 계통적으로 밀접한 관계가 있다고 볼 수 있다.

### 다환 중심주
관상 중심주나 망상 중심주의 관다발 고리가 동심원상에 2중, 3중 또는 그 이상의 환상으로 배열된 중심주를 말한다.

### 방사 중심주
모든 관속 식물의 뿌리에서 볼 수 있는 중심주이다. 물관부와 체관부가 교대로 방사상으로 늘어선 중심주이다. 원생 중심주의 체관부가 따로따로 떨어져 된 것으로 보이는데, 이 경우에는 물관부가 중심주의 중앙부에서 서로 연락을 취하는 것과, 중앙부가 유조직화하는 것이 있다.

### 진정 중심주
물관부가 안쪽, 체관부가 바깥쪽에 배열된 병립 관다발이 환상으로 배열되어 있는 중심주이다. 계통적으로 원생 중심주의 중앙부가 속으로 분화되고, 남겨진 환상 부분이 방사상으로 갈라짐으로써 진정 중심주로 발달한 것으로 보인다. 그러나 진정 중심주의 유래에 대해서는 아직 확실히 밝혀져 있지 않다.

### 부제 중심주
위에서 말한 병립 관다발이 진성 중심주와 달리, 불규칙적으로 배열되어 있는 중심주이다. 진정 중심주를 갖는 식물에서 엽적이 발달하여 그 방향이 복잡해지게 되면, 이와 같은 부제 중심주의 형태가 될 것이라고 생각할 수 있다. 그러나 진정 중심주와 부제 중심주의 관계는 우리의 생각만큼 단순하지만은 않으므로, 더 깊이 논의되어야 한다.

### 2차 조직
정단 분결 조직으로부터 1차적으로 만들어진 조직을 보통 '1차 조직'이라고 하는 반면, 종자식물 중 비대 생장을 하는 식물에서와 같이 부름켜로부터 다시 2차적으로 만들어진 영구 조직 부분을 '2차 조직'이라고 한다. 부름켜의 분화가 2차적인가 아닌가에 대해서는 의견이 분분하나 이에 대해서는 뒤에 설명하고자 한다. 일반적으로, 부름켜로부터는 바깥쪽에 2차 체관부, 안쪽에 2차 물관부가 만들어진다. 이때 2차 물관부는 우리가 흔히 말하는 목재로, 건축 용재나 펄프로 이용되고 있다, 목재에는 나이테가 있다. 그 이유는 온대에서는 부름켜의 활동이 봄에서 여름에 걸쳐 활발한 반면, 가을에서 겨울 동안은 활발하지 못해 세포의 크기나 모양 등이 달라지기 때문이다. 즉, 봄 동안 만들어진 목재 부분의 세포는 크고 여름에서 가을에 걸쳐 만들어진 세포는 작으므로, 그 구별이 뚜렷하여 쉽게 나무의 연령을 알 수 있는 것이다. 이러한 나이테는 온대 목본 식물의 특징으로서, 세포가 비교적 큰 부분을 '춘재(春材)', 작은 부분을 '추재(秋材)'라고 한다. 특히, 겉씨식물의 목재에서는 세로 방향으로 긴 헛물관이 주체를 이루며, 여기에 가로 방향의 유조직인 방사 조직이 있다. 목재 중에서, 물을 운반하는 등의 생리적인 기능을 담당하고 있는 곳은 비교적 바깥쪽에 위치한 '변재(백변)'로서, 안쪽의 '심재'라고 불리는 부분은 수지나 탄닌 등 여러 가지 물질이 스며들어 있어, 통로의 기능을 하지 못한다.
한편, 2차 체관부는 1년 동안 만들어지는 양이 2차 물관부보다 적으며, 목재의 나이테와 같은 뚜렷한 모양도 볼 수 없다. 그러나 2차 체관부는 부름켜의 활동에 의해 낡은 체관부는 차차 바깥쪽으로 밀려나고 새로운 체관부가 만들어지게 된다. 실제로, 체관부 기능을 하는 곳은 새로 만들어진 부분이다. 1차 조직뿐인 줄기에 부름켜가 분화하여 활동을 시작하면, 줄기의 표피나 피층 부분의 세포는 세포 분열 능력이 약하므로, 새로 만들어진 세포에 의해 내부로부터 압박을 받게 된다. 그러나 이들 부분이 압박으로 모두 죽는 것은 아니고 일부의 세포는 다시 세포 분열의 능력을 회복하여 코르크 부름켜로 분화된다. 코르크 부름켜는 안쪽으로 코르크 피층, 바깥쪽으로는 코르크 조직을 만드는데, 이 코르크 조직은 죽은 세포로 구성되어 대사 기능이 없는 조직으로서, 흔히 말하는 코르크가 바로 이것이다. 이들 부분을 총칭하여 '주피(周皮)'라고 하며, 이들은 후에 수피(樹皮)로 발달한다. 코르크 부름켜는 분화하여도 결국은 부름켜에 의한 내부로부터의 생장 때문에, 표피와 함께 떨어져 나가고 만다. 그러나 남은 피층 또는 체관부에 다시 코르크 부름켜가 형성되어 분화가 시작된다. 즉, 표피가 떨어져 나감에 따라 잇달아 새 코르크 부름켜가 만들어지게 되는 것이다. 코르크 부름켜의 형성 방법에는 여러 가지가 있어서, 식물의 종류에 따라 다양한 표피의 생김새를 나타내고 있다.

## 참고 자료
- 이 문서에는 다음커뮤니케이션(현 카카오)에서 GFDL 또는 CC-SA 라이선스로 배포한 글로벌 세계대백과사전의 내용을 기초로 작성된 글이 포함되어 있습니다.